# Joseph Weingartner
Joseph Xaver Weingartner (* 29. Mai 1810 in Luzern; † 24. Oktober 1884 ebenda) war ein Schweizer Porträt- und Miniaturmaler sowie Lithograf.

## Leben
Weingartner, Onkel des Luzerner Fassaden- und Wandmalers Seraphin Xaver Weingartner, studierte ab 1828 bei Karl Ferdinand Sohn in Düsseldorf. Am 23. April 1829 schrieb er sich für das Fach Malerei an der Königlichen Akademie der Bildenden Künste in München ein. Für mehrere Jahre hielt er sich später in Neapel, Sizilien, Malta, Tunis und Konstantinopel auf, in den Jahren 1834 bis 1857 in Sankt Petersburg und Moskau, anschließend in München und Wien. Etwa um 1869 ließ er sich wieder in Luzern nieder.